# Callipallene palpida
Callipallene palpida là một loài nhện biển trong họ Callipallenidae. Loài này thuộc chi Callipallene. Callipallene palpida được miêu tả khoa học năm 1939 bởi Hilton.